# Ацетат свинца(II)
Ацета́т свинца́(II) (свинец уксуснокислый, ацета́т свинцá(2+)) — органическое химическое соединение, свинцовая соль уксусной кислоты.
Химическая формула:
Pb(CH3COO)2.
Образует кристаллогидраты:
Pb(CH3COO)2·3H2O (свинцовый сахар)
и
Pb(CH3COO)2·10H2O.
В нормальных условиях представляет собой прозрачные кристаллы. Тригидрат имеет сладкий вкус, однако, как и многие другие соединения свинца, токсичен.

## Исторические сведения
В качестве побочного продукта ацетат свинца образовывался при приготовлении так называемого дефрутума (выпаренного в свинцовых котлах виноградного сока, см. Вино в Древнем Риме), который широко использовался в древнеримской кулинарии как подсластитель. Существуют предположения, что вызывавшиеся свинцовым сахаром хронические отравления были одним из факторов ухудшения здоровья жителей Римской империи.

## Получение
Ацетат свинца(II) получают взаимодействием уксусной кислоты с оксидом или карбонатом свинца(II):
{\displaystyle {\mathsf {PbO+2CH_{3}COOH{\xrightarrow {\ \ }}\ Pb(CH_{3}COO)_{2}+H_{2}O}}}
{\displaystyle {\mathsf {PbCO_{3}+2CH_{3}COOH{\xrightarrow {\ \ }}\ Pb(CH_{3}COO)_{2}+H_{2}O+CO_{2}\uparrow }}}
С уксусной кислотой свинец реагирует слабо, но если добавить пероксид водорода, то реакция идёт быстрее.
Синтез ацетата свинца:
в термостойкий стакан кладут металлический свинец и заливают его азотной кислотой, в ходе чего образуется нитрат свинца, который имеет бледно-желтоватый цвет. Эту смесь заливают горячей водой и, после растворения нитрата свинца, фильтруют на воронке с бумажным или ватным фильтром. В полученный раствор добавляют гидроксид натрия или калия, в результате чего выпадает осадок, который отстаивается, промывается водой, снова отстаивается, лишняя жидкость сливается, и остаётся белый осадок гидроксида свинца, который заливается уксусной кислотой до полного растворения осадка. Эту смесь выпаривают до получения концентрированного раствора и ставят в прохладное место — постепенно в ней происходит образование и выпадение в осадок кристаллов ацетата свинца.
При выпаривании раствора ацетата свинца(II) выпадают кристаллы тригидрата Pb(CH3COO)2·3H2O. Для получения кристаллов безводного ацетата свинца необходимо проводить упаривание при большом избытке уксусной кислоты.

## Физические свойства
Образует бесцветные прозрачные кристаллы. Безводный ацетат свинца плавится при 280 °С с частичной возгонкой и разложением на Pb, CO2, H2O и ацетон.
Наиболее изучен тригидрат ацетата свинца. Он образует бесцветные прозрачные кристаллы, которые при 75 °С плавятся в собственной кристаллизационной воде, а при 100 °С начинают разлагаться (скорее всего — гидролиз).
Кристаллы тригидрата ацетата свинца принадлежат к моноклинной сингонии, пространственная группа С 2/m, параметры элементарной ячейки a = 1,585 нм, b = 0,730 нм, c = 0,910 нм, α=109,8.

## Химические свойства

### Аналитические реакции на ацетат свинца
Качественные реакции определяют наличие ионов свинца(II):
- реакция с иодидом калия даёт жёлтый (золотистый) осадок, который частично растворяется при нагревании и снова выпадает в виде золотистых пластинок при охлаждении раствора (золотой дождь):

{\displaystyle {\mathsf {Pb(CH_{3}COO)_{2}+2KI{\xrightarrow {\ \ }}\ PbI_{2}\downarrow +2CH_{3}COOK}}}
- реакция с сероводородной водой с образованием чёрного осадка сульфида свинца(II):

{\displaystyle {\mathsf {Pb(CH_{3}COO)_{2}+H_{2}S{\xrightarrow {\ \ }}\ PbS\downarrow +2CH_{3}COOH}}}

## Применение
В настоящее время ацетат свинца используется в аналитической химии, крашении, ситценабивном деле, как наполнитель шёлка и для получения других соединений свинца. В прошлом применялся в косметических средствах, но из-за высокой токсичности был запрещён.

### В медицине
В медицине ранее использовали водный раствор ацетата свинца, так называемую «свинцовую воду» или «свинцовую примочку» в качестве наружного противовоспалительного и вяжущего средства. В настоящий момент ацетат свинца в клинической практике практически не применяется. Входит в состав российского аптечного препарата паста Теймурова.

## Токсичность
Ацетат свинца токсичен, нейротоксичен и канцерогенен, как и все другие соединения этого тяжёлого металла. Для ацетата свинца ПДК составляет 0,01 мг/м³, полулетальная доза LD50 для мышей: 100 мг/кг.

### Симптомы острого отравления
Металлический вкус во рту, боли в животе, рвота, понос (стул чёрного цвета), олигурия, коллапс, кома.

### Симптомы хронического отравления
Потеря аппетита и веса (вплоть до кахексии), запор, апатия или раздражительность, быстрая утомляемость, головная боль, металлический вкус во рту, серая кайма на дёснах. Более выраженная интоксикация сопровождается периодической рвотой, нарушением координации, болями в конечностях, в суставах, расстройствами чувствительности, параличами мышц-разгибателей кисти и стопы, нарушением менструального цикла, выкидышами.

## В литературе
М. Е. Салтыков-Щедрин упоминает об использовании ацетата свинца при изготовлении поддельных вин:

На бочку вливается ведро спирта, и затем, смотря по свойству выделываемого вина: на мадеру — столько-то патоки, на малагу — дёгтя, на рейнвейн — сахарного свинца и так далее. Эту смесь мешают до тех пор, пока она не сделается однородною, и потом закупоривают…